# متحف الشمع (لندن)
متحف مدام توسو ((بالإنجليزية: Madame Tussauds) ويلفظ الاسم بالإنجليزية «توصادز») متحف شمع يعد من أشهر متاحف الشمع في العالم يوجد مقره الرئيسي في لندن وله فروع في دول أخرى.
سمي هذا المتحف نسبةً إلى مدام توسو مؤسستهُ. ولدت مدام توسو التي أسست هذا المُتحف عام 1761 في ستراسبورغ. توفي والدها قبل أن تولد، ورعاها طبيب اسمه كورتيس حيث كانت أمها تعمل لديه. وعملها كان فن التعامل بالشمع، وتعلّمت منه هذا الفن الجميل، وبعد على تماثيل للشخصيات العالمية البارزة في جميع المجالات: الفن، السياسة مثل ونستون تشرشل وهتلر وشكسبير، كما يوجد به غُرفة الرعب التي تصّور أشكال الإجرام أثناء الثورة الفرنسية.
امتدت متاحف مدام توسو وتوسعت فروعها لتصبح أماكن جذب سياحي في لندن، وكان يشمل (حتى وقت قريب) القبة السماوية في لندن في جناحه الغربي. ولقد توسعت سلسلة المتاحف هذه بفروع لها في: أمستردام ولاس فيغاس وطوكيو ونيويورك وهونغ كونغ وشانغهاي وواشنطن دي سي وبرلين وهوليوود.

## معرض الصور

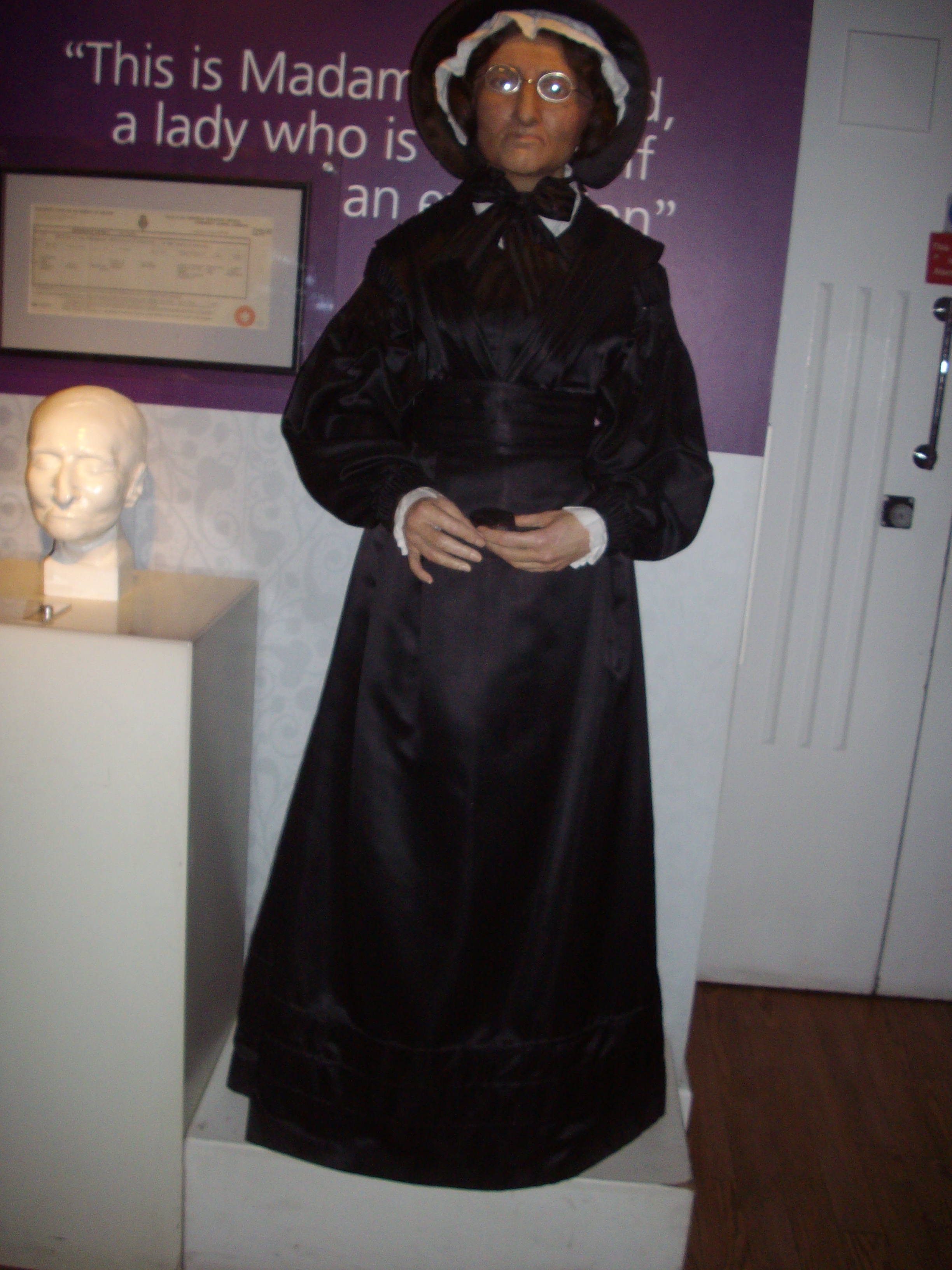
مدام تسو
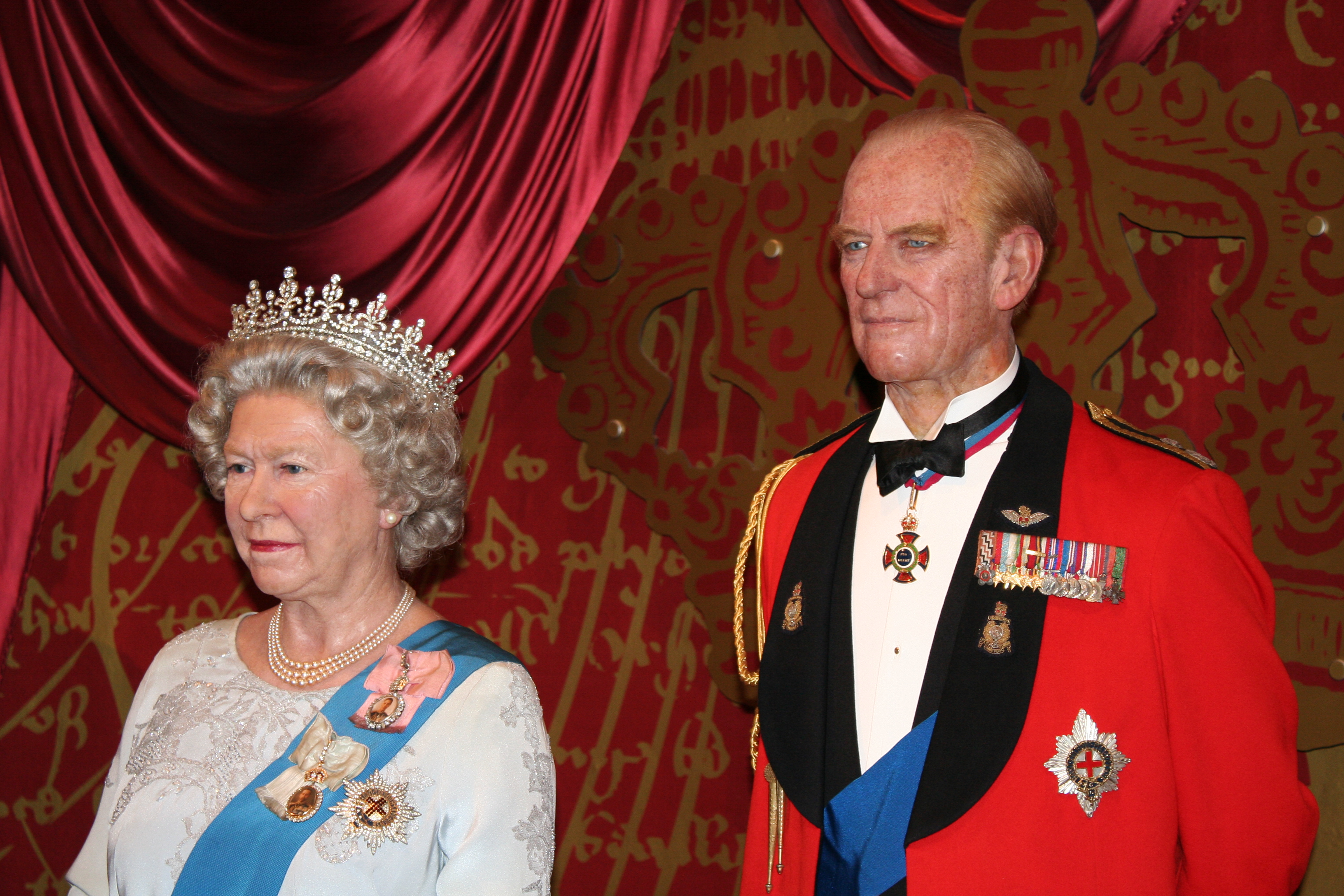
الملكة إليزابيث
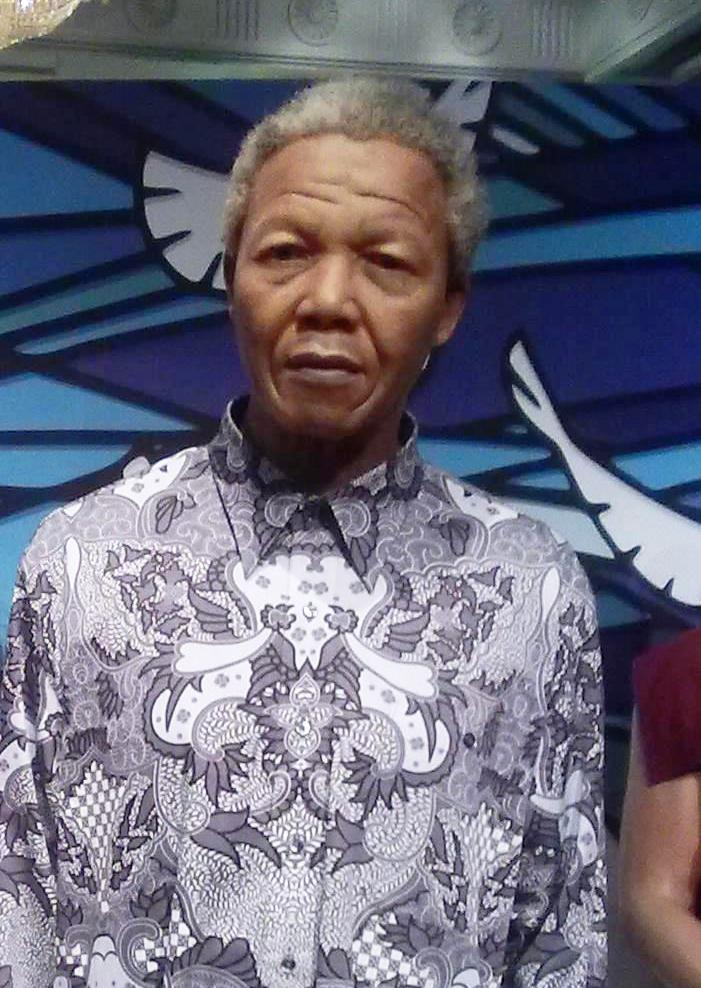
نلسون مانديلا
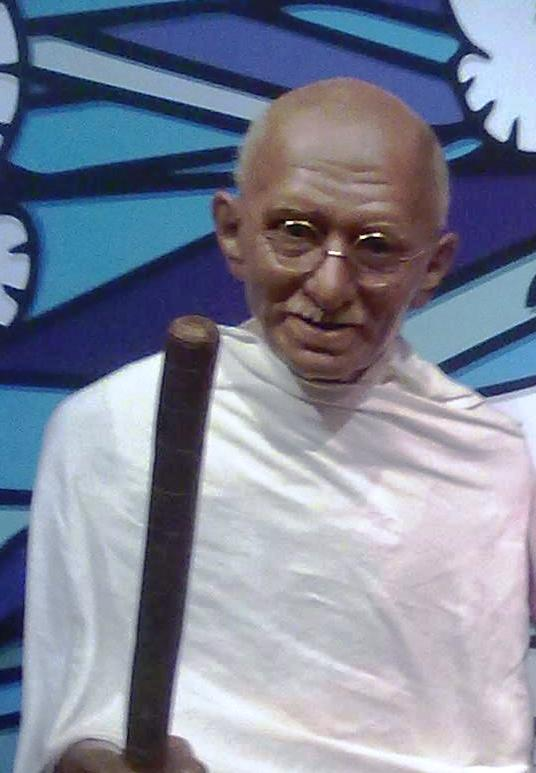
غاندي
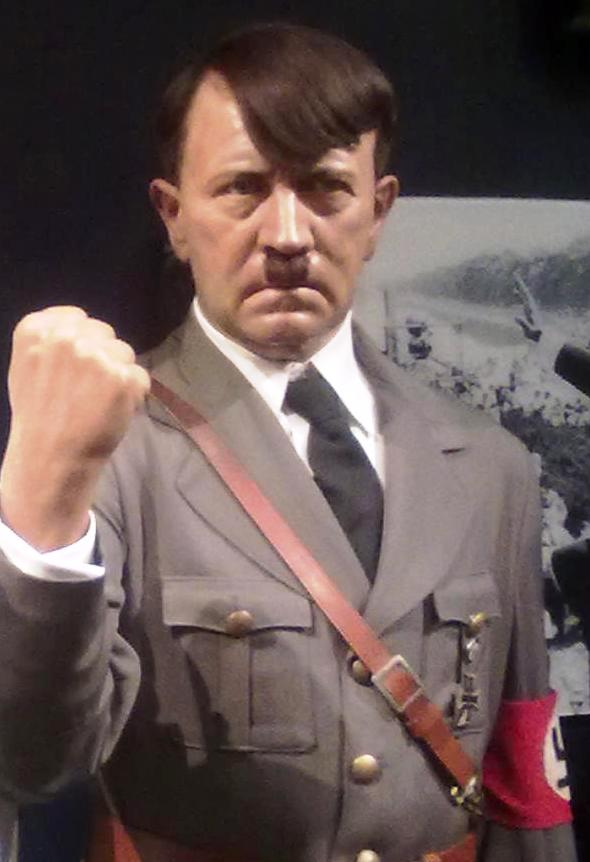
هتلر
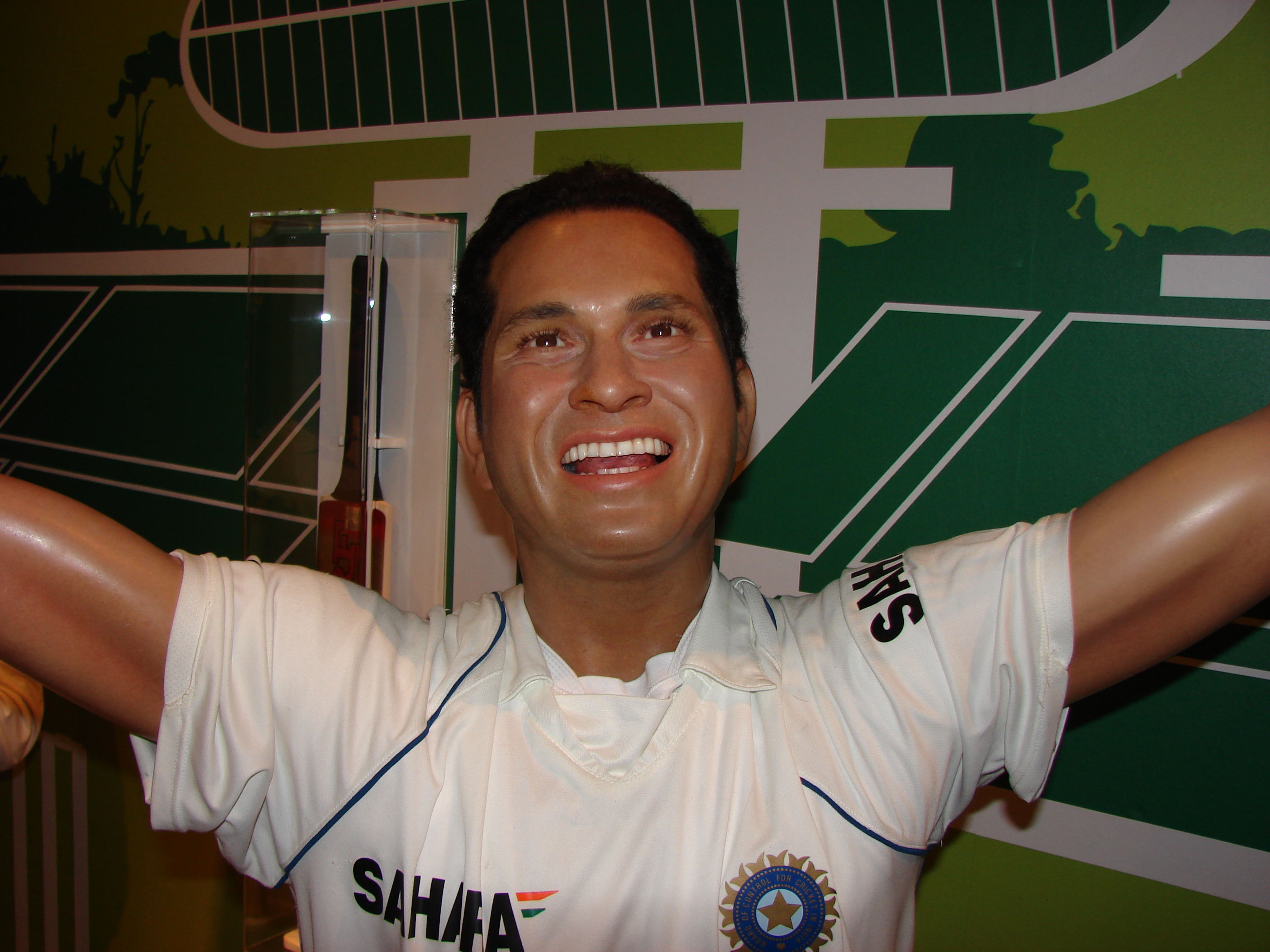
Sachin Ramesh Tendulkar
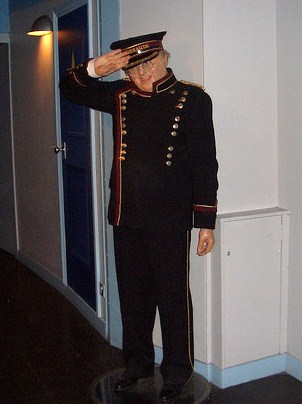
Benny Hill
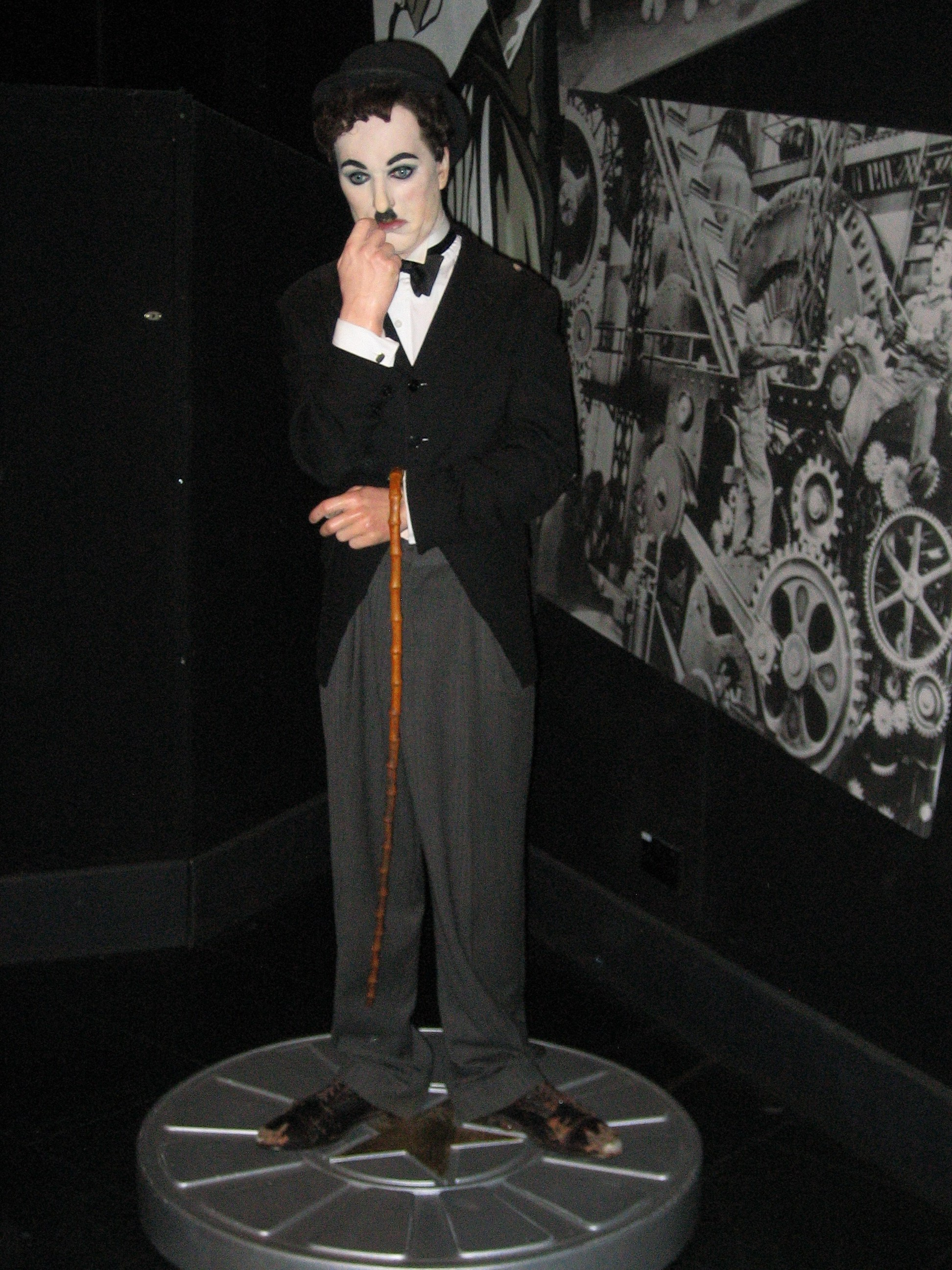
تشارلي شابلن
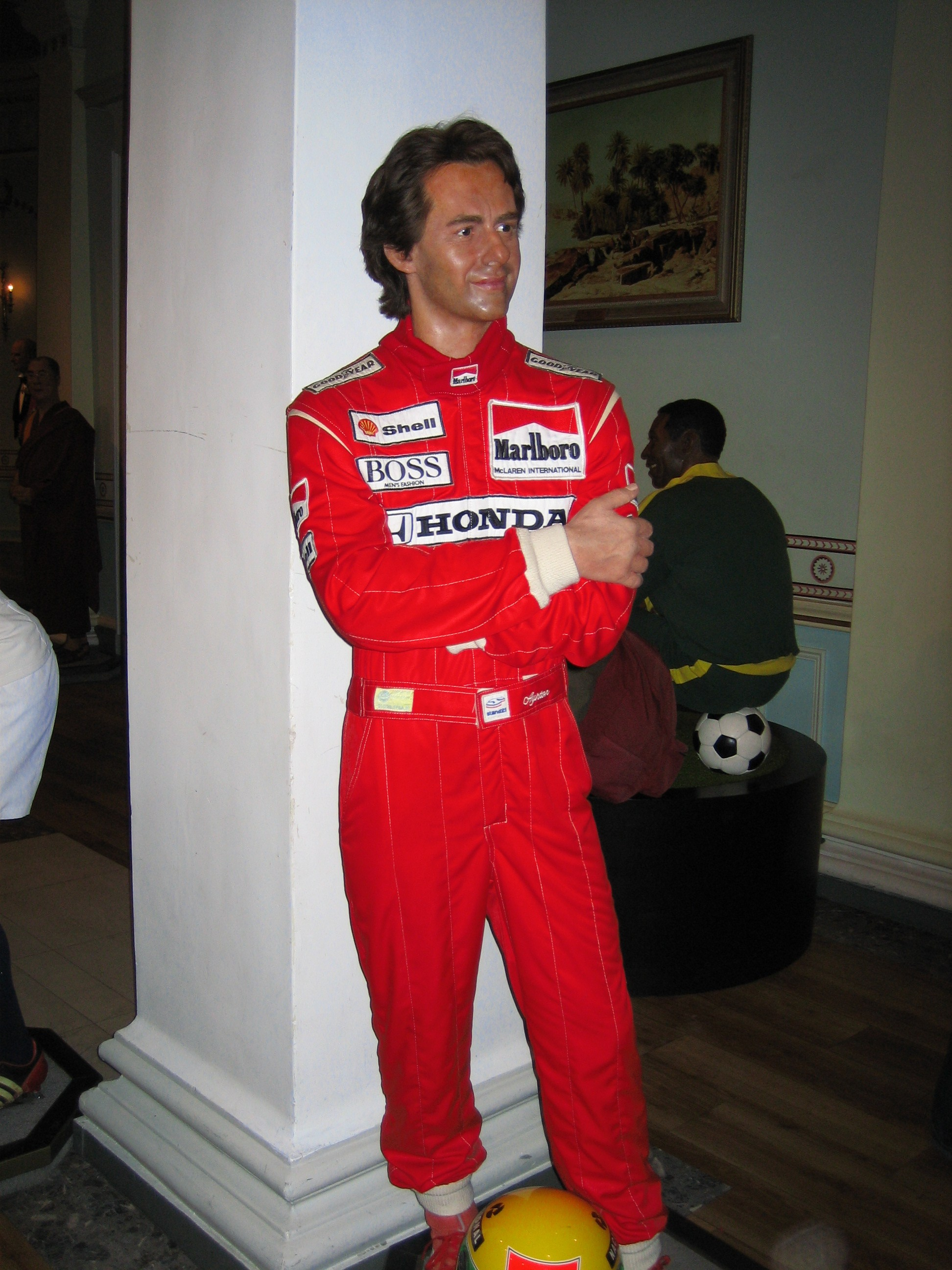
Ayrton Senna
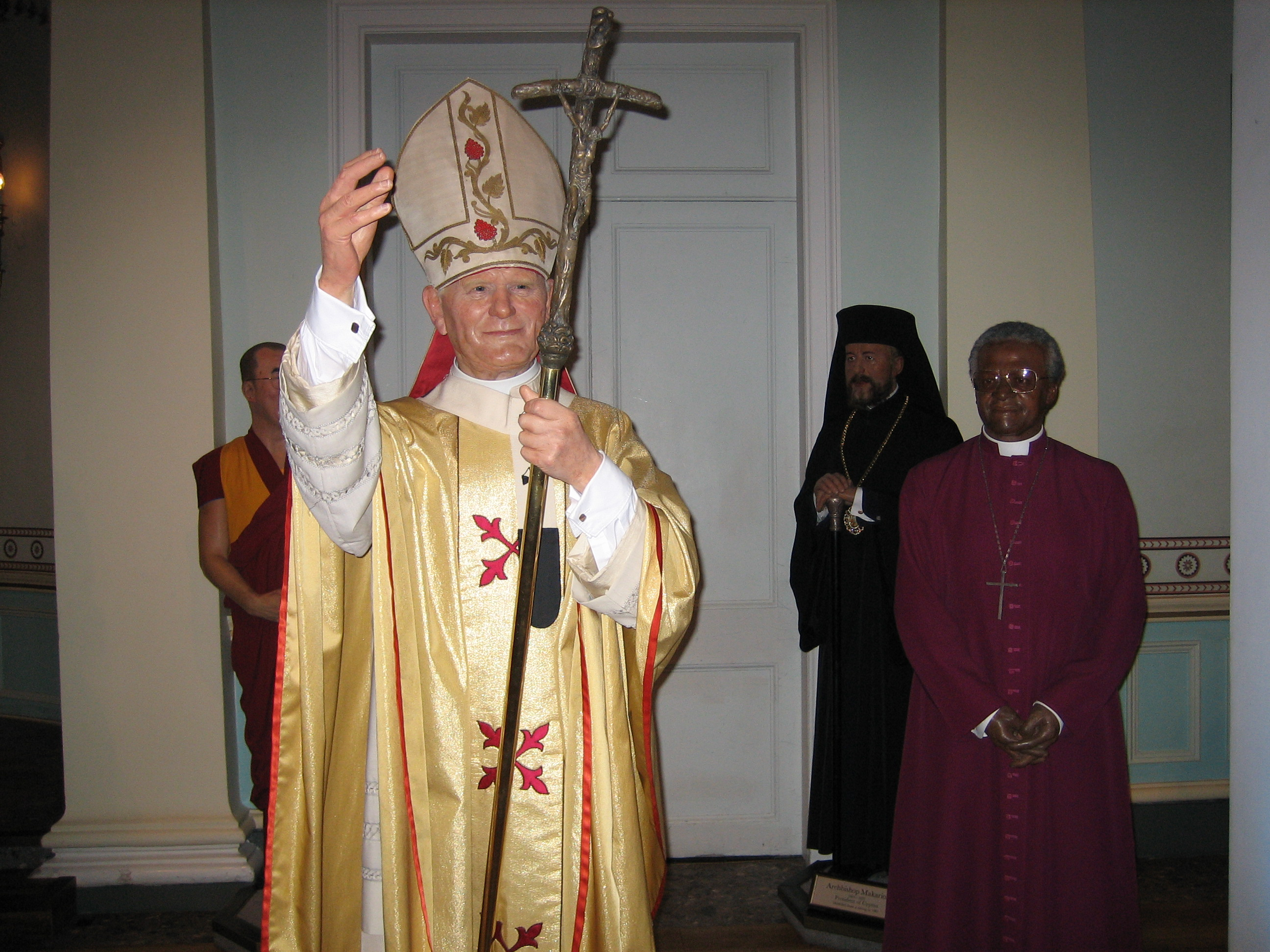
البابا يوحنا بولس
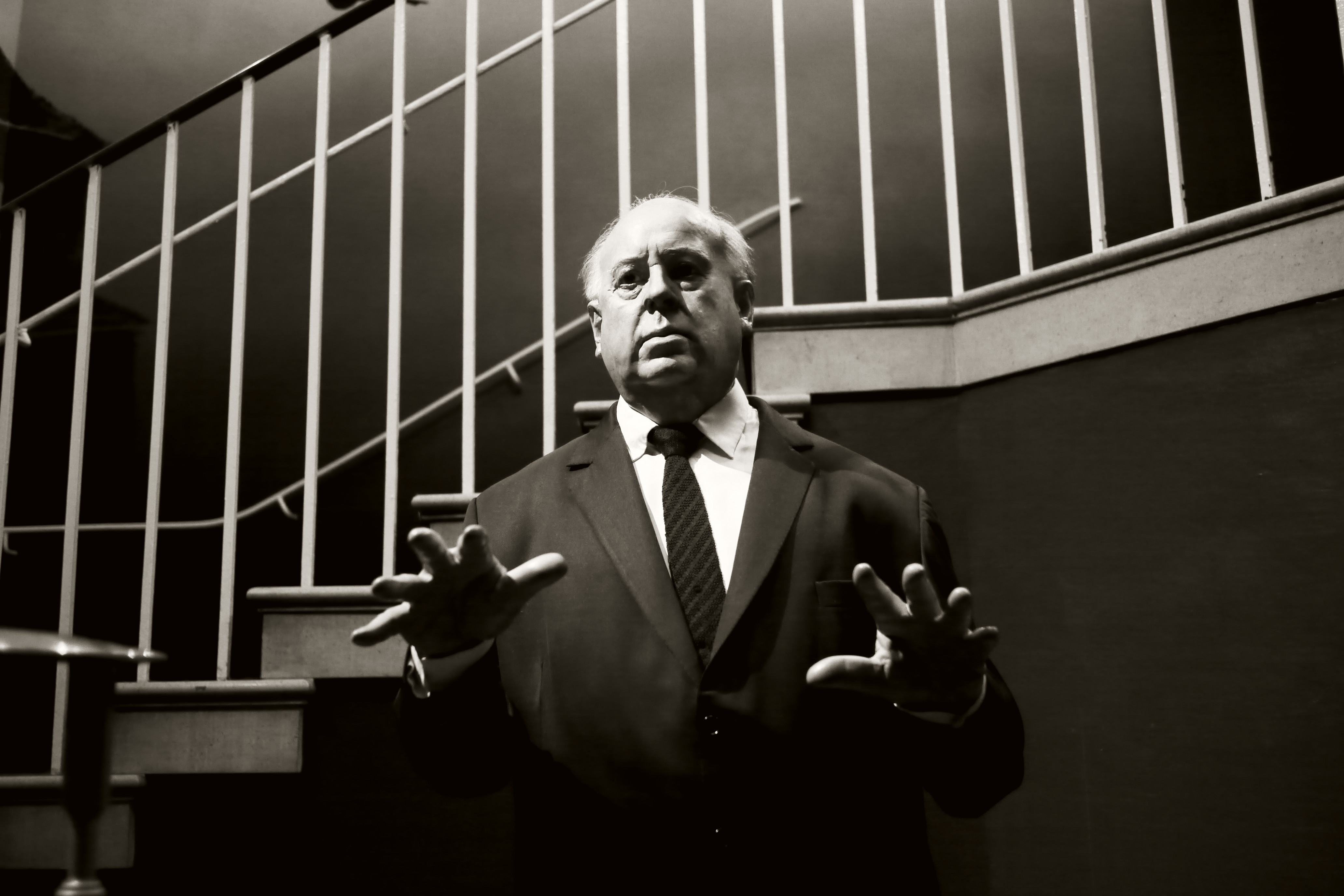
ألفريد هيتشكوك
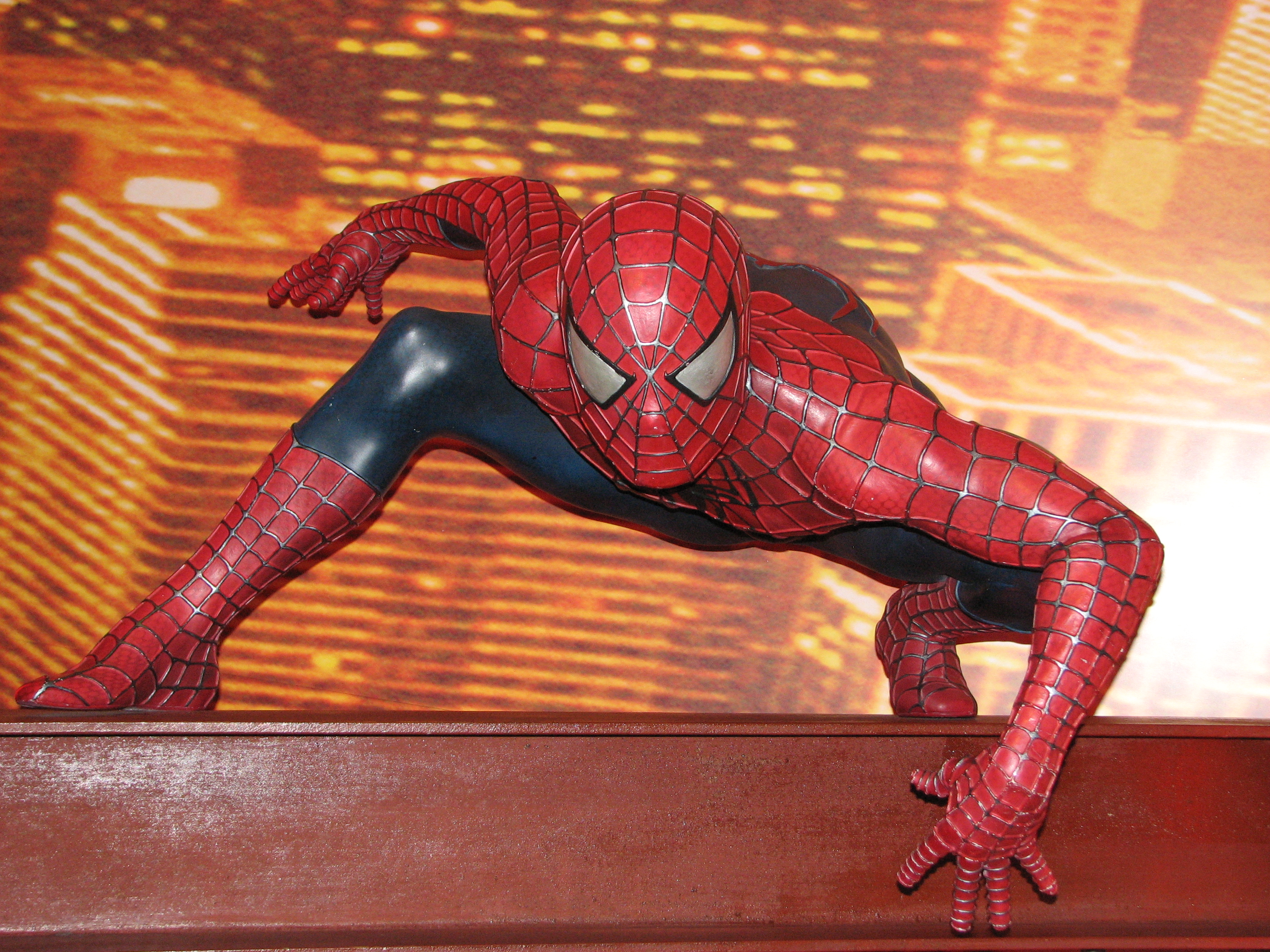
الرجل العنكبوت
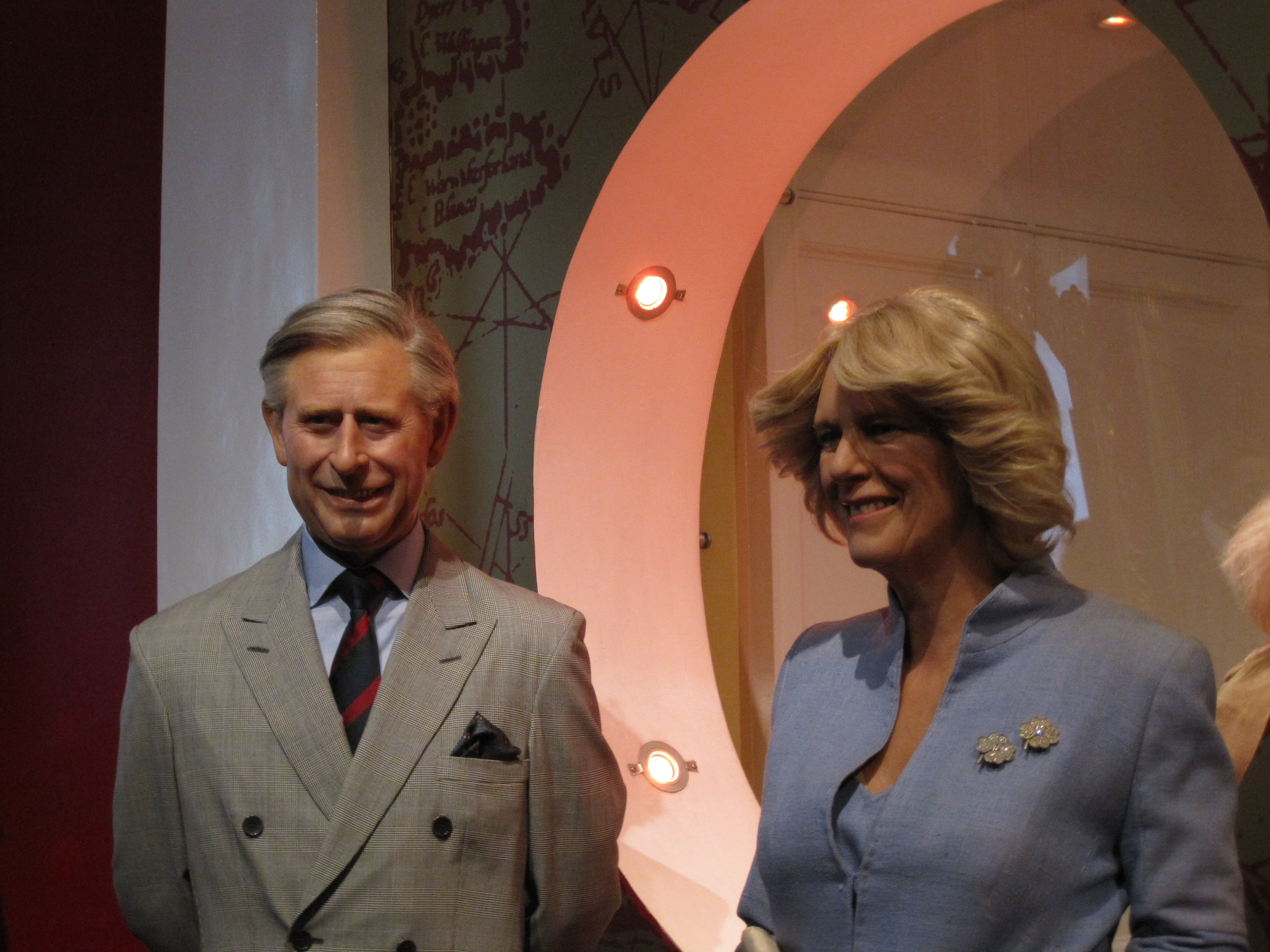
تشالز الثالث وزوجته كاميلا
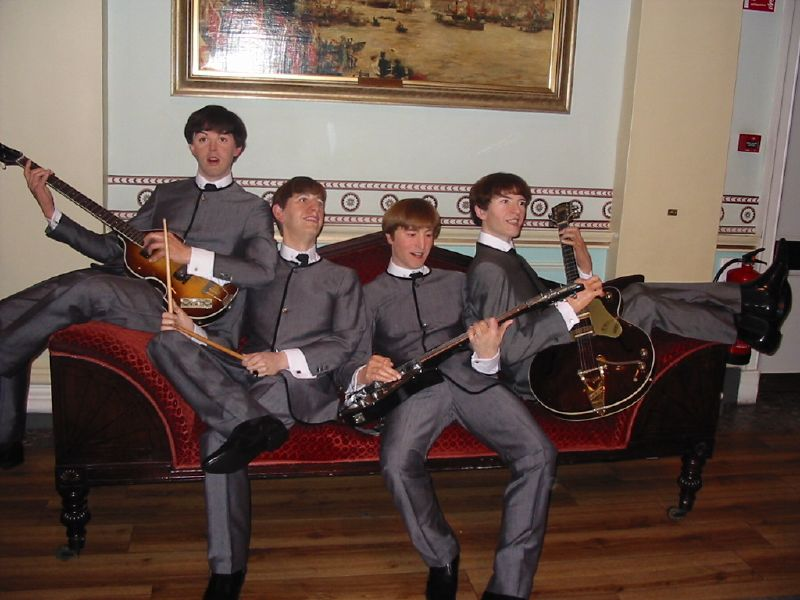
فرقة البيتلز
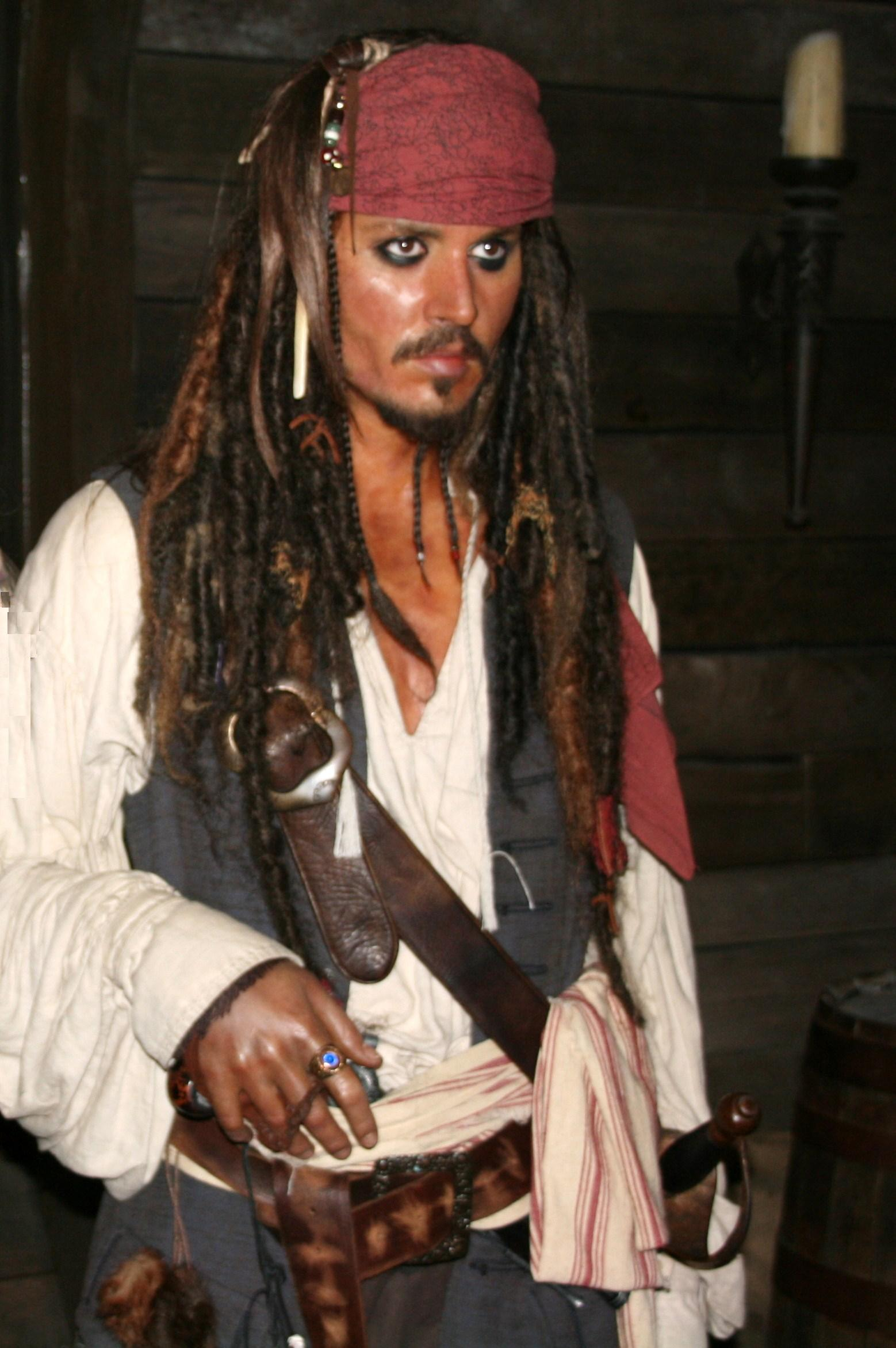
شخصية جاك سبارو - جوني ديب

## وصلات خارجية
- موقع متحف مدام توسو بلندن.
- موقع متحف مدام توسو بهونغ كونغ نسخة محفوظة 14 يناير 2004 at the Library of Congress.